# Cazuo Matsumoto
Cazuo Matsumoto (São Paulo, 2 de agosto de 1985) é um mesa-tenista brasileiro. Chegou a ser o n.45 do mundo em 2013.

## Carreira
Em 2007, participou pela primeira vez do Campeonato Mundial de Tênis de Mesa, em simples e duplas, sendo eliminado na primeira rodada em ambos.
Nos Jogos Olímpicos de 2008, foi atleta suplente para participar da modalidade Equipe.
Em 2009, ele conquistou três medalhas de ouro no Campeonato Latino-Americano de Tênis de Mesa (campeão individual derrotando Hugo Hoyama na final, campeão por equipes e campeão em duplas).
Em 2013, ele se tornou o primeiro latino-americano a vencer uma etapa do Circuito Mundial de Tênis de Mesa.
No final de março de 2013, Matsumoto obteve uma vitória histórica sobre o japonês Jun Mizutani, um dos dez melhores do mundo, no Campeonato Mundial de Tênis de Mesa por Equipes, onde o Brasil caiu para o Japão. 
Em abril de 2013, Cazuo entrou no top 50 do tênis de mesa mundial, na 45ª colocação do ranking elaborado pela Federação Internacional de Tênis de Mesa (ITTF), a melhor posição atingida por um brasileiro até então no site da ITTF—posteriormente, Hugo Calderano entraria para o top 20. Reza a lenda que o mesa-tenista Cláudio Kano teria chegado à 41ª colocação, porém não se pode confirmar esse dado, pois só estão disponíveis rankings até janeiro de 2001 no site da federação internacional.
Em julho de 2013, ele era o jogador de tênis de mesa número 1 das Américas.
No final de 2013, classificou-se para o ITTF World Tour Grand Finals, que seria realizada entre os dias 9 e 12 de janeiro de 2014, em Dubai.
Em 2014, Matsumoto venceu a Copa Latino-Americana de Tênis de Mesa.
Matsumoto obteve um grande resultado no Campeonato Mundial de Tênis de Mesa de 2015, onde, jogando ao lado de Thiago Monteiro, chegou às quartas de final do torneio de duplas, sendo apenas eliminado pela dupla coreana, que terminou com o bronze. Com isso, repetiram o feito de Dagoberto Midosi e Ivan Severo, que, em 1954, também chegaram a esta fase do Mundial disputado em Wembley, na Inglaterra. Nas simples, chegou à 2ª rodada no Campeonato Mundial de Tênis de Mesa de 2013, e nas duplas mistas, chegou à 2ª rodada no Campeonato Mundial de Tênis de Mesa de 2011 e no de 2013.
Fez parte da delegação brasileira nos Jogos Olímpicos de 2016, no Rio de Janeiro.

## Conquistas

### Individuais
- 2006 - Vencedor do Prêmio Brasil Olímpico de 2006 - categoria: tênis de mesa
- 2009 - Campeão latino-americano.
- 2013 - Primeiro lugar na etapa da Espanha do Circuito Mundial de Tênis de Mesa.

### Por equipes
- 2009 - Campeão latino-americano (campeão por equipes e campeão em duplas)
- 2011 - Copa Intercontinental por equipes (junto com Hugo Hoyama, Gustavo Tsuboi e Thiago Monteiro (mesa-tenista)
- 2012 - Terceiro lugar na etapa da República Tcheca do Circuito Mundial (duplas - com Thiago Monteiro)